# پیدایش مکتب صوفیگری در ایران
شکل گیری جنبش صوفیگری و دراویش تقویت و گسترش شاخه غیر مسلحانه از مبارزات طولانی مردم ایران علیه سلطه‌گران عرب و دین آنها بود، که بر مزار جنبشهای شکست خورده سه قرن پیشین بنا نهاده شد. این جنبش که بیشتر عرفانی و مقاومت منفی بود از حلاج و شبلی و دیگران آغاز و تا دوره سلطان سهاک بنیانگذار نوشتاری مکتب و دین اهل حق یارسان در قرن هفتم و هشتم هجری قمری ادامه داشت. اسلحه برّا این نهضت توهمات و بی منطقی محض بود ،  حسین بن منصورحلاج دقیقاً در ایامی ظهور نمود و شعار انا الحق سر داد که دین و دولت با تبانی همدیگر، در برابر مردم ایستاده بودند. حلاج به عقل انسان ارزش و اعتبار می‌دهد و تأکید می‌کند: “آنچه می‌گویم با دیده عقل بنگر... “ و در این شعر او وجود خدارا نفی می‌کند.